# Krucyfiks widlasty

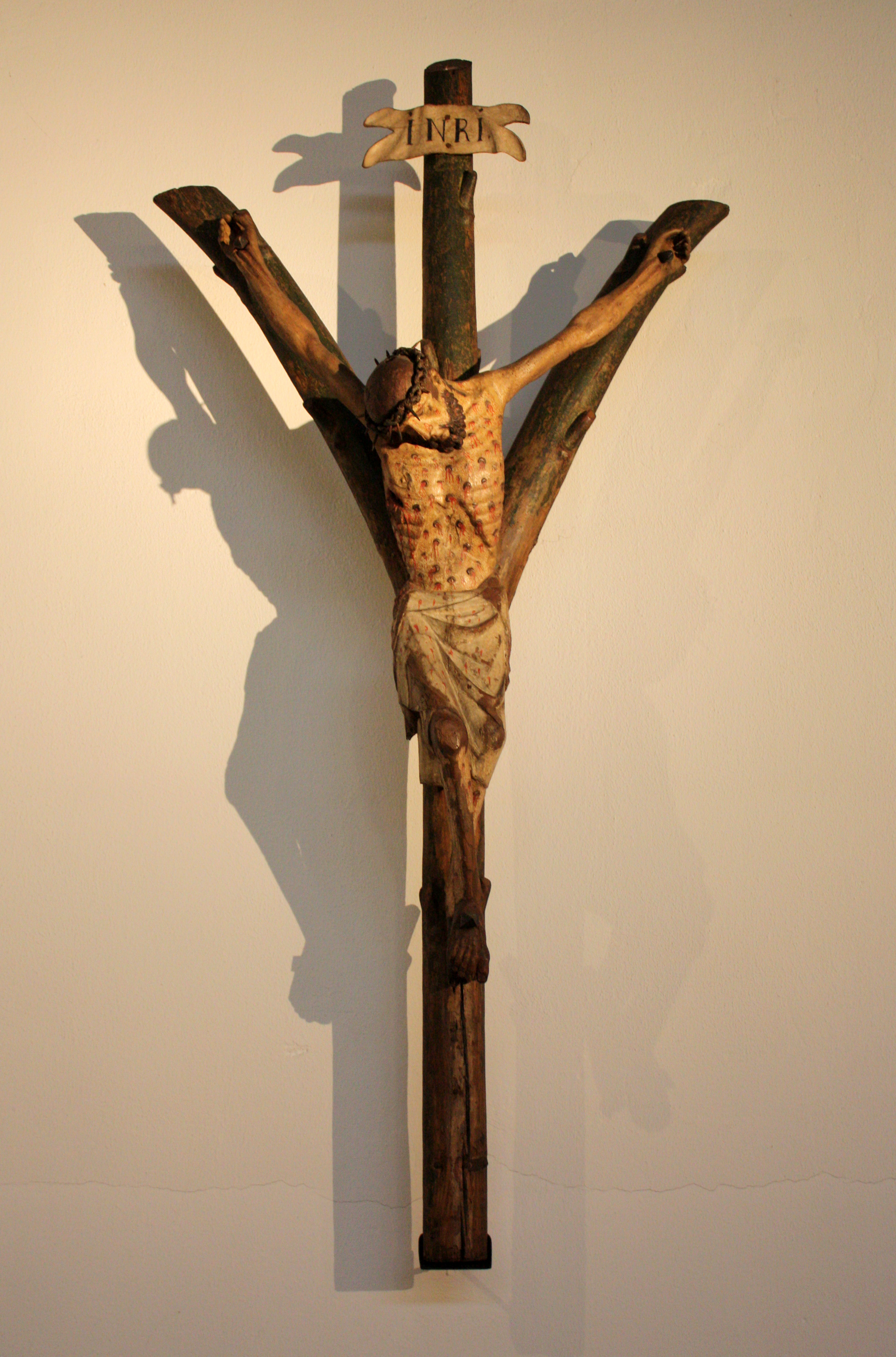
Krucyfiks widlasty z kościoła Św. Jana w Kendenich

Krucyfiks widlasty (łac. Crucifixus dolorosus, niem. Gabelkruzifix), znany także jako krzyż widlasty (Gabelkreuz) lub krzyż morowy (Pestkreuz) – charakterystyczny dla ikonografii średniowiecznej typ krucyfiksu mistycznego powszechnego w rzeźbie doby wczesnego gotyku. 
Charakterystycznymi cechami krucyfiksu widlastego jest kształt krzyża zbliżony do łacińskiej litery Y, przeważnie z wydłużoną na górze linią pionową i wygiętymi ramionami oraz sposób ukazania zmarłego Jezusa, którego ciało jest naznaczone śladami cierpień, męki i bólu w sposób bardzo ekspresyjny, co jest zgodne ze średniowiecznym doloryzmem. 
Rozwój tego typu przedstawień Ukrzyżowanego ma silny związek z nurtami mistycznymi rozpowszechnionymi na przełomie XIII i XIV wieku na terenie zachodnich krajów Rzeszy zwłaszcza w rejonie Nadrenii.

## Cechy charakterystyczne
Charakterystyczny kształt krzyża, będący uproszczeniem formy drzewa, nawiązuje do starotestamentowego Drzewa poznania dobra i zła wspomnianego w Księdze Rodzaju (Rdz 2,9), z którego Adam i Ewa skosztowali owoc, popełniając tym samym grzech pierworodny. 
Krucyfiks widlasty ilustruje konsekwencje grzechów ludzkości, które odkupił Jezus, przy czym zasadniczym meritum tego typu przedstawienia jest ukazanie symbolicznego drzewa śmierci i apogeum śmierci Zbawiciela. Nie jest to przedstawienie zbawczego wymiaru śmierci krzyżowej, lecz śmierci samej w sobie. Stąd też ramiona krzyża przypominają uschnięte, sękate gałęzie krzyża, natomiast ciało Chrystusa tworzy z drzewem integralną całość – jest konwulsyjnie powyginane – głowa silnie opada w dół, przybite jednym gwoździem nogi uginają się pod ciężarem korpusu ciała, który jest mocno wygięty do przodu, a przez to ramiona są mocno rozciągnięte. 
Bardzo silnie wyeksponowane są deformacje ciała wynikające z początkowego stadium rozkładu. Wychudzone ciało ma czytelny kościec, szczególnie podkreślone są żebra, kręgosłup i mostek silnie wysunięty wobec skurczonych mięśni brzucha. Często na ciele oprócz ran i krwi pojawiają się liczne bruzdy i objawy powszechnych wówczas chorób. Z tego względu przedstawienie tego typu zyskało miano krucyfiksu morowego.

## Przykłady
Jednym z najbardziej znanych dzieł sztuki tego typu jest krucyfiks w kościele Najświętszej Marii Panny na Kapitolu w Kolonii, datowany na rok 1304, który jest uważany za pierwsze dzieło tego typu. Ciało Chrystusa cechuje daleko idący dramatyzm śmierci i cierpienia. Ponadto rzeźba ta miała charakter kultowy, wewnątrz zostały niegdyś umieszczone relikwie, dzięki czemu kościół NMP na Kapitolu był obok katedry miejscem docelowym pielgrzymek. Jest to dzieło, które było naśladowane w ciągu pierwszej połowy XIV stulecia przede wszystkim na terenie Dolnej Nadrenii. W Kolonii zachowały się podobne krucyfiksy w kościołach Św. Jerzego oraz Św. Seweryna. Spośród nadreńskich dzieł wyróżniają się krucyfiksy w kościołach parafialnych w Haltern am See, Bocholt, Borken i w kościele Św. Lambertiusza w Coesfeld oraz kościele św. Jana Chrzciciela w Kendenich.
Ten sposób przedstawienia ukrzyżowanego na widlastym krzyżu Chrystusa był zjawiskiem na skalę europejską. Pojedyncze przykłady zachowały się na terenie m.in. Szwajcarii, Austrii, a także na Morawach (m.in. w kościele farnym w Igławie), Śląsku (krucyfiks z kościoła Bożego Ciała we Wrocławiu, obecnie w zbiorach Muzeum Narodowego w Warszawie) i na Spiszu (krucyfiks w kościele Św. Jakuba w Lewoczy oraz podobne dzieło w kościele w Maciejowcach, obecnie dzielnicy Popradu). Krucyfiks widlasty był powszechny również we Włoszech (m.in. krucyfiks w kościele Santa Maria Novella we Florencji), Francji (Perpignan) i Hiszpanii. Po połowie XIV stulecia dramatyzm przedstawień Ukrzyżowanego uległ stopniowemu złagodzeniu w kierunku sublimacji, która osiągnęła swoje apogeum wraz z rozwojem stylu pięknego.

## Galeria

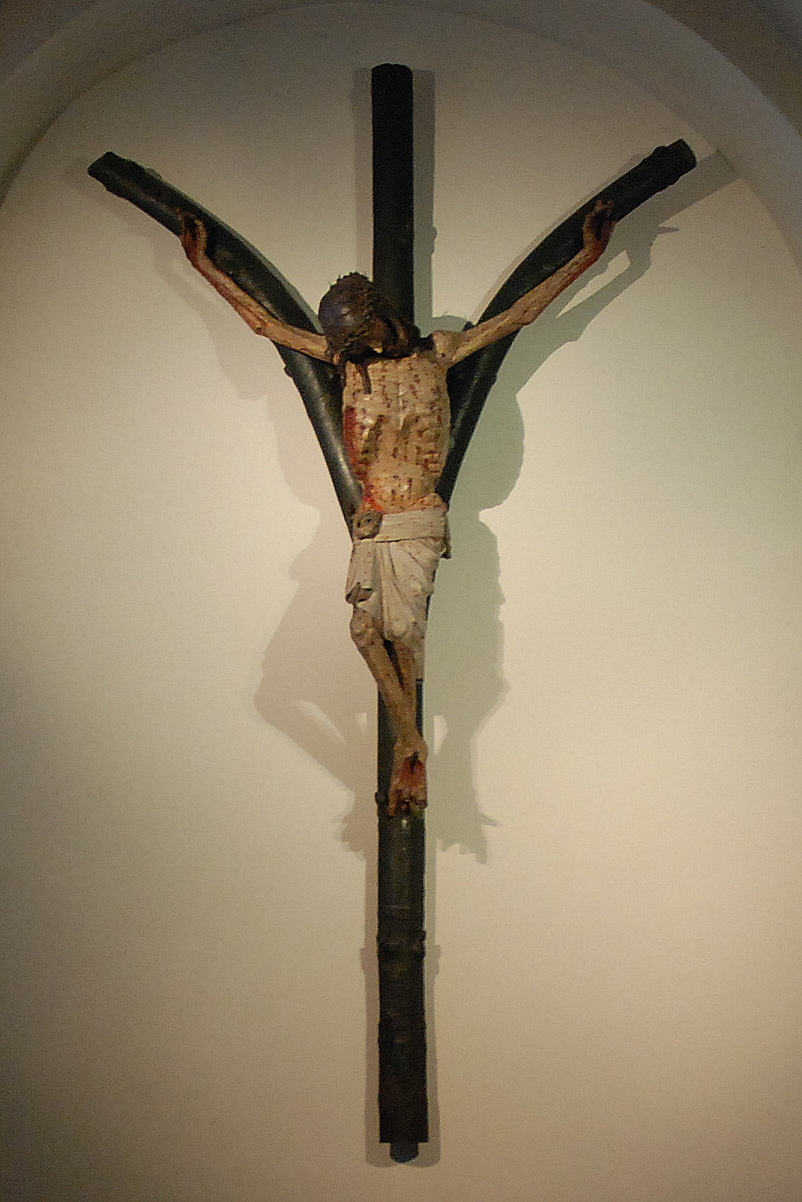
Krucyfiks widlasty w kościele NMP na Kapitolu w Kolonii
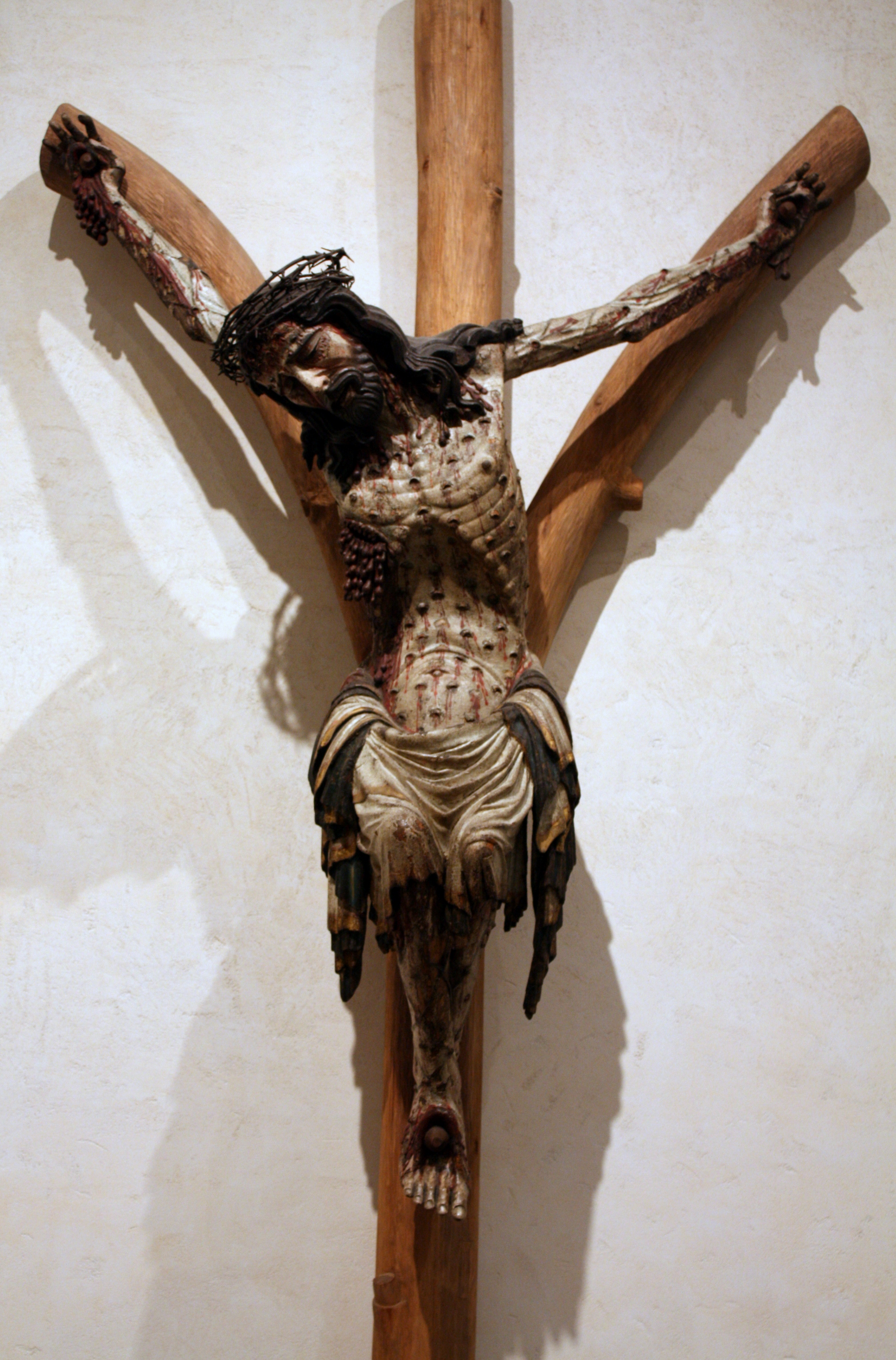
Krucyfiks widlasty z kościoła Bożego Ciała we Wrocławiu, ob. w Muzeum Narodowym w Warszawie
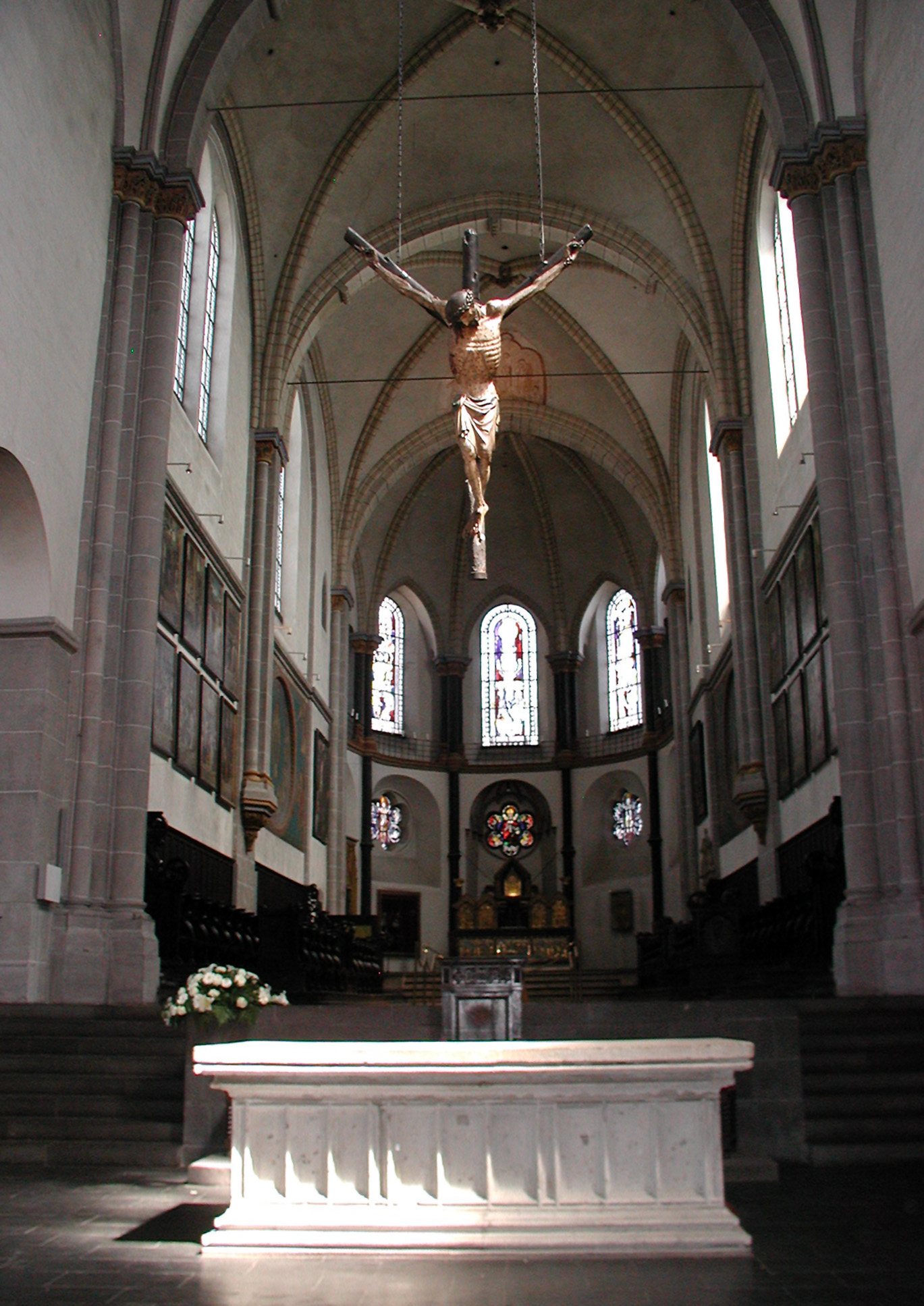
Prezbiterium kościoła Św. Seweryna w Kolonii. Pośrodku krucyfiks widlasty z ok. 1320
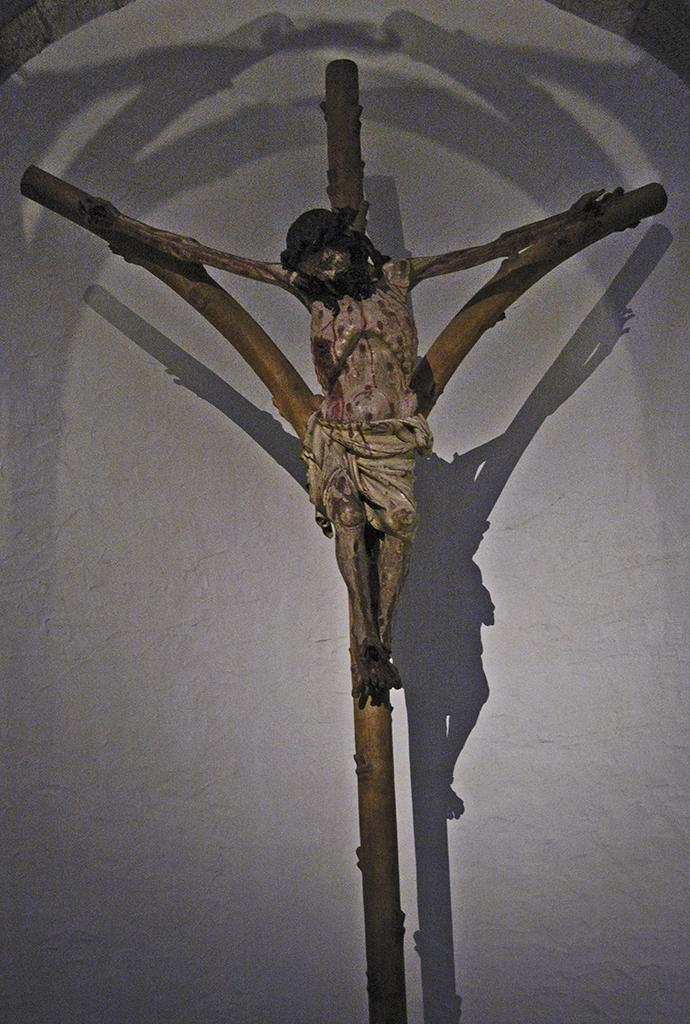
Krucyfiks widlasty z kościoła Św. Jerzego w Kolonii
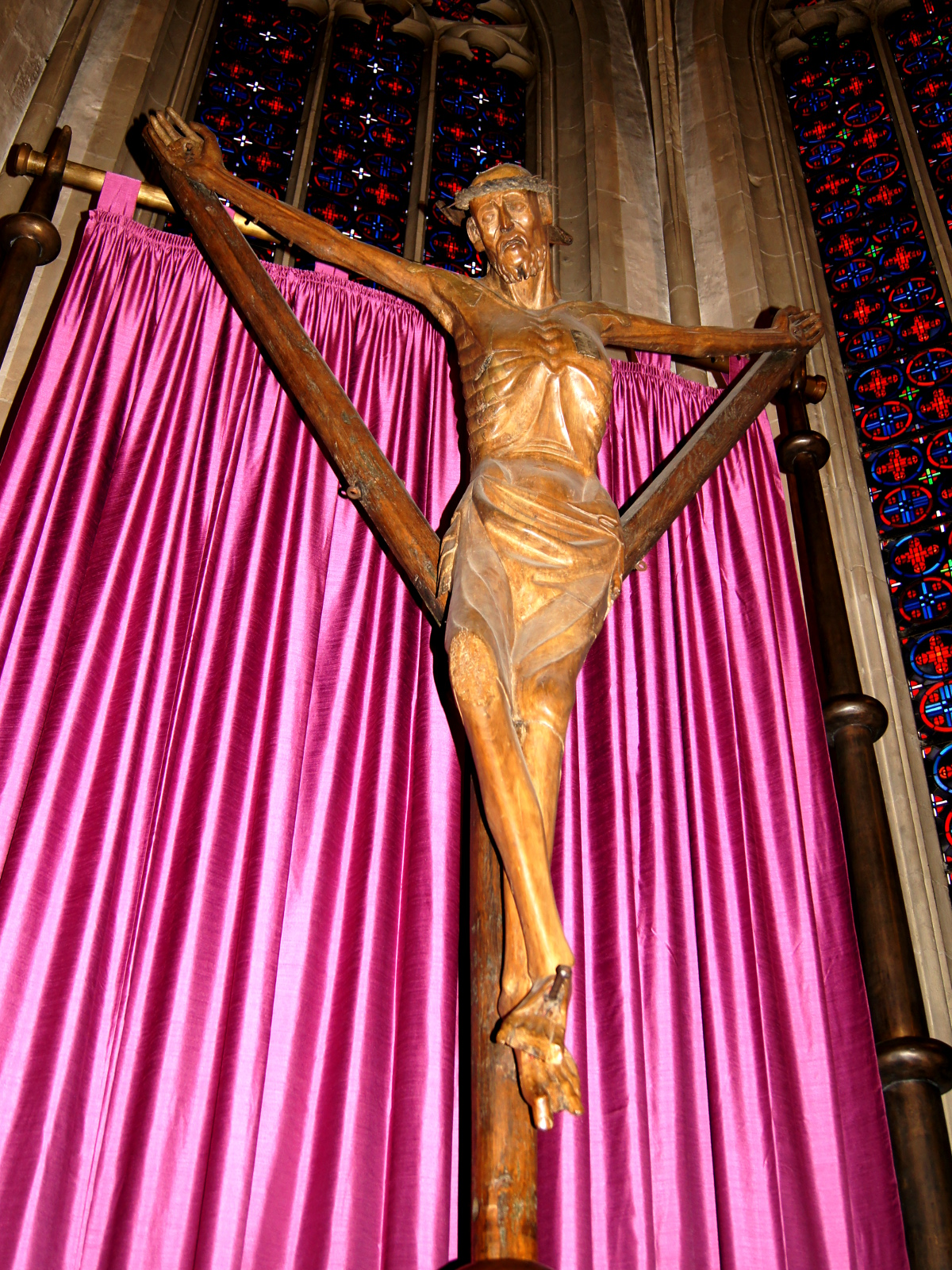
Coesfelder Kreuz z kościoła Św. Lamberta w Coesfeld
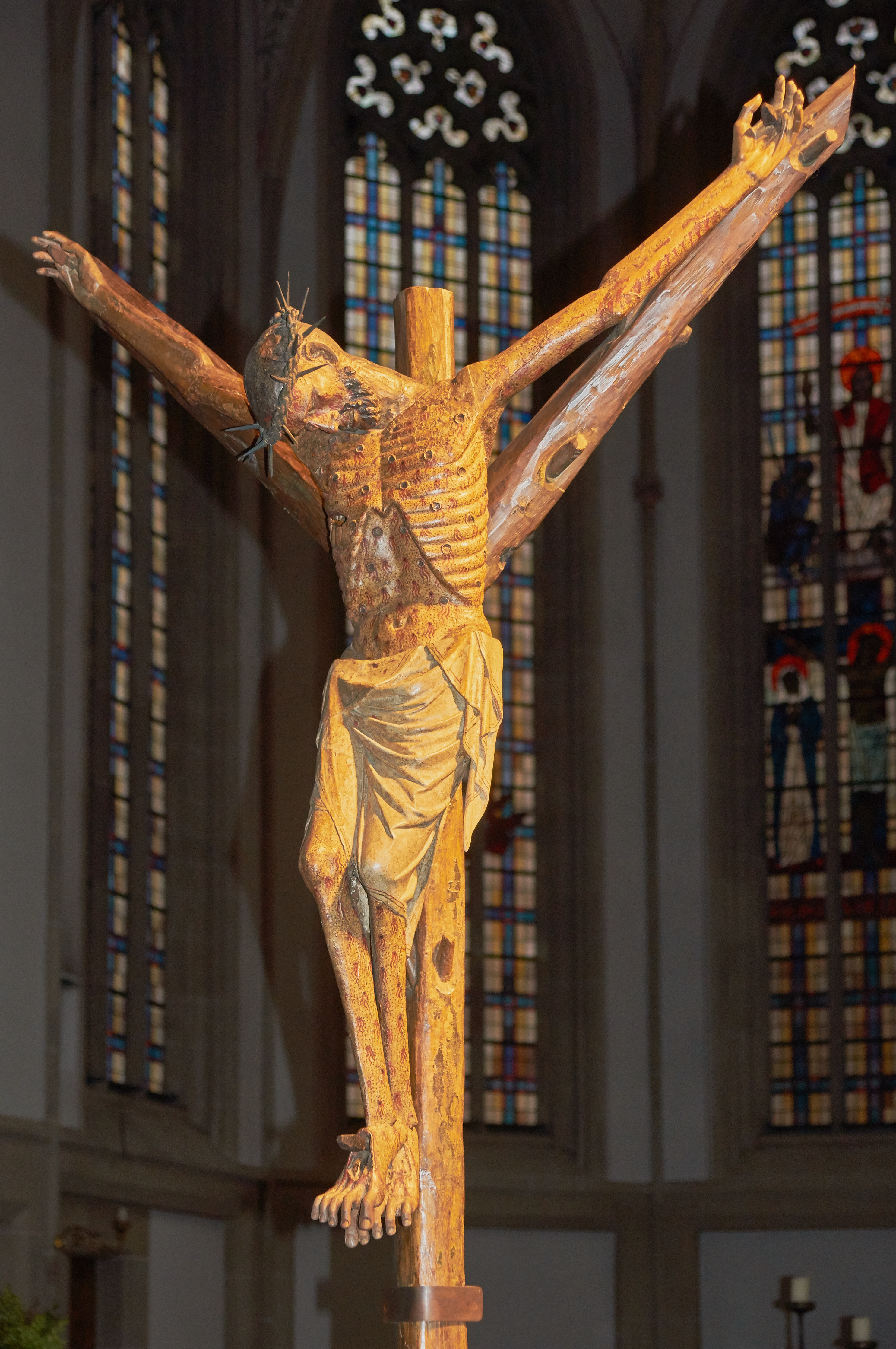
Krucyfiks widlasty z kościoła Św. Jerzego w Bocholt
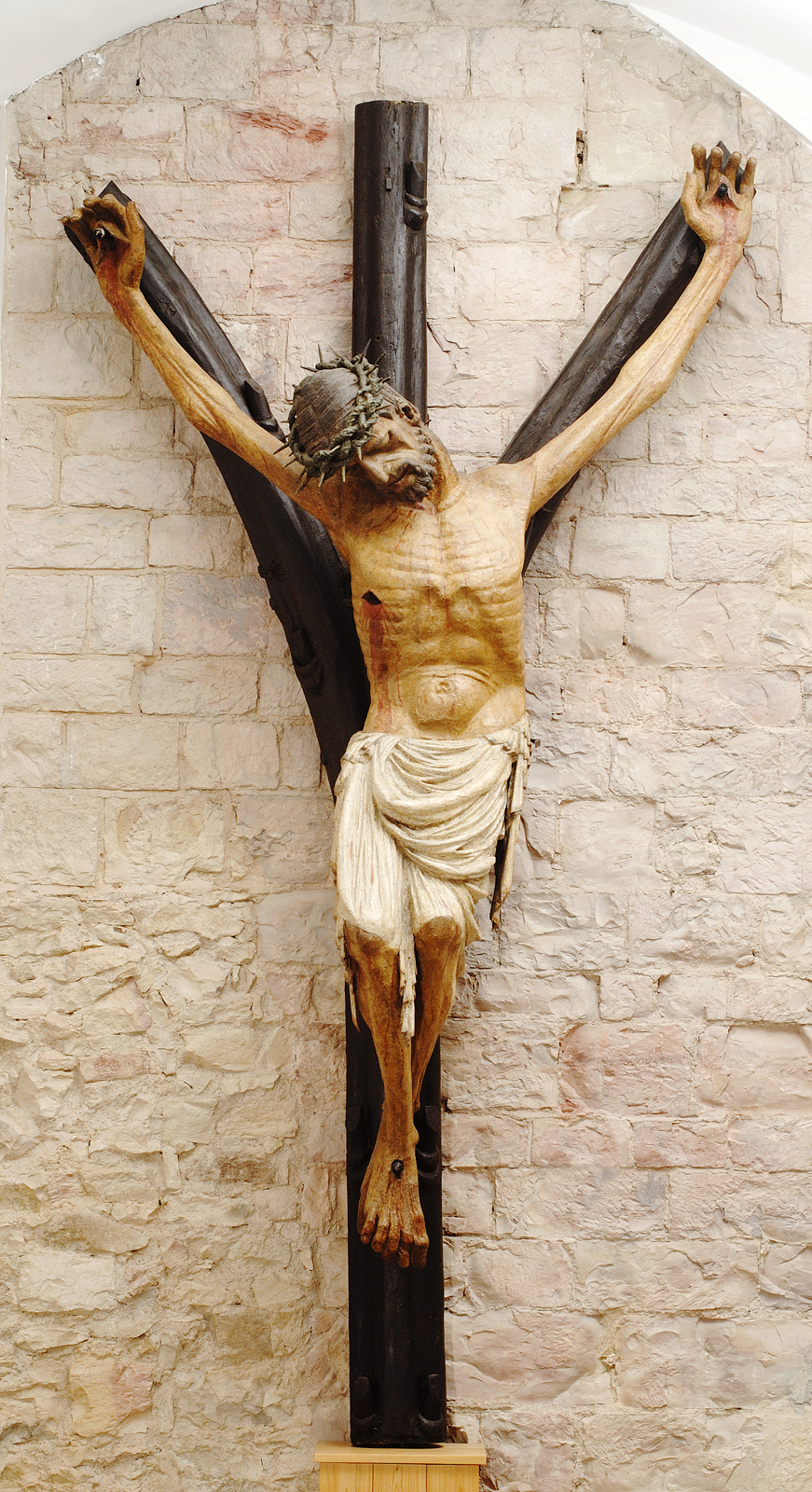
Krucyfiks przemyślidowski z Igławy